# Quatuor Voce
Le Quatuor Voce est un quatuor à cordes français fondé en 2004. Il se compose actuellement de Guillaume Becker (altiste), Sarah Dayan (violoniste), Cécile Roubin (violoniste) et d'Arthur Heuel (violoncelliste). 
Les trois premiers cités sont présents depuis la création du quatuor ; Arthur Heuel les a rejoint en 2024, succédant à Florian Frère, Julien Decoin et Lydia Shelley.

## Historique
Le Quatuor Voce a remporté plusieurs prix dans des concours internationaux à Genève, Crémone, Vienne, Bordeaux, Graz, Londres et Reggio Emilia. 
Il se produit sur les scènes du monde entier comme quatuor à cordes. Il collabore avec d’autres artistes comme Yuri Bashmet, Nobuko Imai, Gary Hoffman, Bertrand Chamayou, David Kadouch, Juliane Banse...
À l’initiative de la Cité de la musique à Paris, le Quatuor est nommé Rising Star pour la saison 2013-2014 par l’European Chamber Hall Organisation (ECHO).
Depuis ses débuts en 2004, le Quatuor Voce propose un répertoire de quatuor à cordes, pour lequel il sollicite les conseils de ses aînés (Quatuor Ysaye, Günter Pichler, Eberhard Feltz).
Leur premier disque est consacré à Schubert (Quatuors à cordes no 8 et no 14, La jeune fille et la mort) ; il est recommandé par le magazine The Strad et obtient ƒƒƒƒ de Télérama.
Le Quatuor Voce joue aussi les compositeurs contemporains tels que Nicolas Bacri, Gianvicenzo Cresta, Graciane Finzi, Alexandros Markeas, Bruno Mantovani, Zad Moultaka, Christophe Looten...
Le quatuor expérimente différentes formes de spectacles et d'ateliers :
- ils illustrent des chefs-d’œuvre du cinéma muet, dans le cadre de ciné-concerts (Buster Keaton, Le Cameraman ; Carl Theodor Dreyer, La Passion de Jeanne d'Arc ; Friedrich Wilhelm Murnau, L'aurore...)[6] ;
- ils accompagnent des personnalités provenant de divers horizons artistiques, notamment le musicologue Bernard Fournier, le chanteur et guitariste M, la chanteuse canadienne Kyrie Kristmanson[7] ou le chorégraphe Thomas Lebrun[8] ;
- ils enseignent à de plus jeunes quatuors[9], encouragent la pratique amateur dans le cadre de stages[10] et mettent en place des ateliers ou des présentations dans les collèges et les lycées professionnels[11].

Depuis sa création, le Quatuor Voce a reçu le soutien du ProQuartet CEMC, le Théâtre de la Cité internationale, la Fondation Banque populaire, l’Académie musicale de Villecroze, l’Institut Albéniz et la Fondation Charles Oulmont.
Sarah Dayan joue sur un violon de Stefano Scarampella (1888) ; Cécile Roubin sur un violon de Francis Kuttner (2010), Guillaume Becker sur un alto d’Aymeric Guillard (2005), Lydia Shelley sur un violoncelle de Francis Kuttner.

## Chronologie
- 2004 : Création à Paris.
- 2005 : Premiers succès au 8e concours de quatuor à cordes de Crémone[12].
- 2006 : Vainqueur du 61e Concours de Genève[13].
- 2007 : Lauréats du 3e Concours Joseph Haydn à Vienne et du 5e Concours de quatuor à cordes de Bordeaux[12]. Lors de ces compétitions, les Voce s’illustrent avec des quatuors de Ligeti, Mozart et Bacri pour lesquels ils remportent également des prix d’interprétation.
- 2008 : Tournées au Maghreb, Japon, Italie, résidence à Boston et concert au Jordan Hall, puis enregistrement d’un disque de la collection Nascor consacré à Franz Schubert, avec notamment son quatuor La jeune fille et la mort.
- 2009 : Le quatuor Voce obtient plusieurs prix au concours international Franz Schubert de Graz (Autriche) et au concours de quatuor à cordes de Londres. Son disque sur Schubert sort cette année-là.
- 2010 : Concerts en Europe, Moyen-Orient, Maghreb et Japon avec notamment N. Imai[12]. Le violoncelliste Florian Frère succède à Julien Decoin dans le quatuor.
- 2011 : Prix du public au concours international de quatuor à cordes « Premio Borciani » (Reggio Emilia, Italie)[14].
- 2013 : il est nommé « Rising Star » pour la saison 2013-2014, sur proposition de la Cité de la Musique à Paris. Naïve devient le label du quatuor, avec la sortie d'un disque consacré à Beethoven. La violoncelliste anglaise, Lydia Shelley, rejoint la formation.
- 2014-2017 : Tournées au Japon, Colombie et en Europe avec 70 à 80 dates annuelles. Sorties des albums Modern Ruin (avec Kyrie Kristmanson, Naïve 2014), Mozart (avec Juliette Hurel, AlphaClassics 2015), Mozart/Brahms (avec Lise Berthaud, AlphaClassics 2015) et Lettres Intimes (AlphaClassics 2017).

## Discographie
- Franz Schubert : Quatuor no 8 D. 112, Quatuor La jeune fille et la mort et Quartettsatz, chez Nascor, 2009.
- Ludwig van Beethoven : Quatuor op. 18/1, Quatuor op. 59/2, Quatuor op. 95 Serioso, chez Naïve, 2013.
- Wolfgang Amadeus Mozart : Intégrale des quatuors pour flûte et cordes avec Juliette Hurel chez Alpha-Classics, 2015.
- Mozart/Brahms : Quintette K. 515 et Quintette op. 111 avec Lise Berthaud, alto chez Alpha-CLassics 2015.
- Lettres Intimes : L. Janacek Quatuor n. 2 Lettre intimes, E. Schulhoff 5 pieces, B. Bartok Quatuor n. 1 chez Alpha-Classics 2017.